# Martinskirche (Hamburg-Rahlstedt)

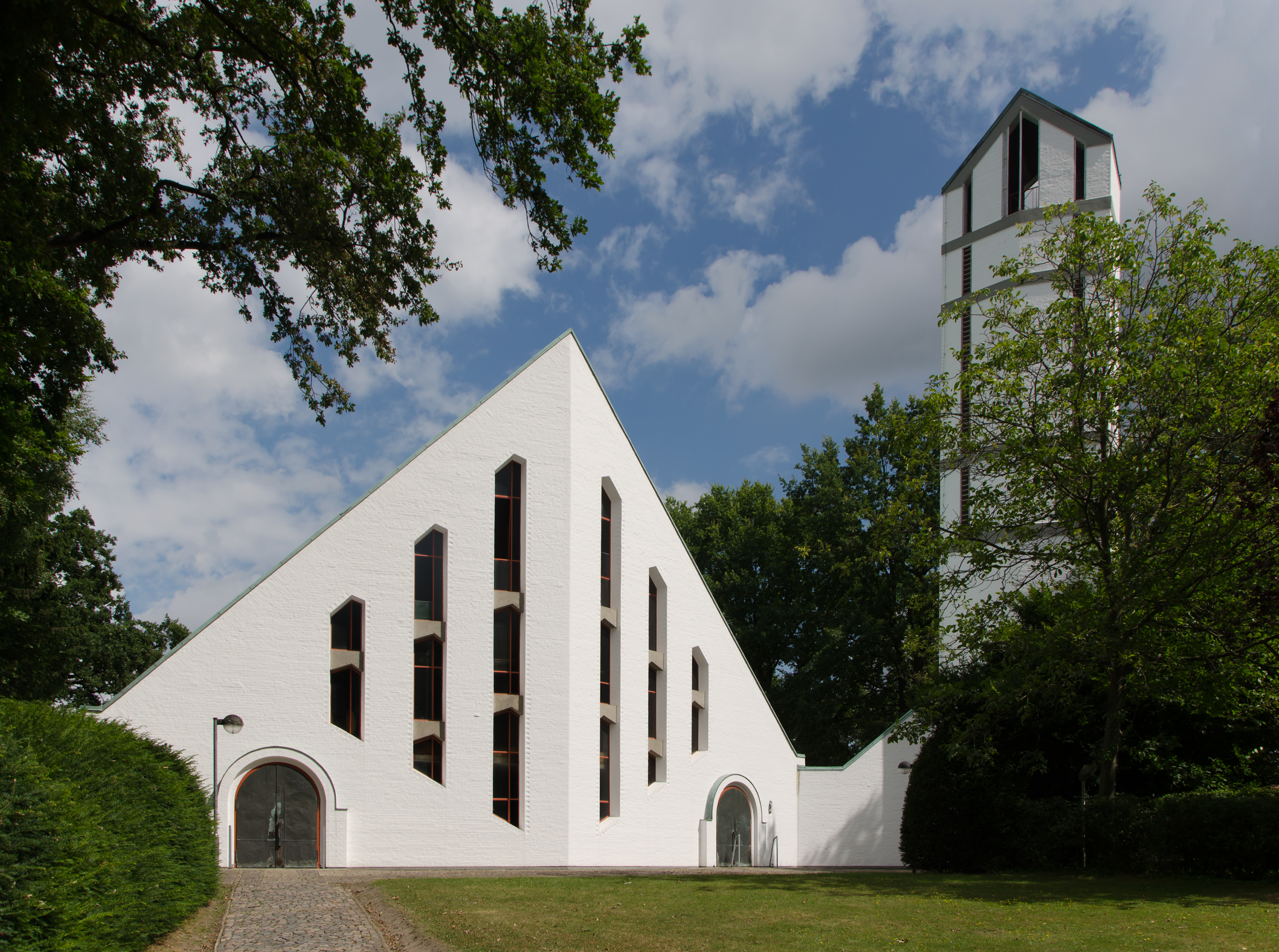
Turm und Kirchenschiff

Die evangelisch-lutherische Martinskirche liegt im Hamburger Stadtteil Rahlstedt im Ortsteil Neu-Rahlstedt zwischen den Straßen Rahlstedter Straße und Hohwachter Weg. Durch ihre Lage, die auffällige Architektur und die Farbgebung zeigt die Kirche stilistische Anklänge an die Wallfahrtskirche Notre-Dame-du-Haut.

## Bau und Geschichte der Kirche
In der zweiten Hälfte der 1950er-Jahre zeigte sich, dass sich die Zahl der Gemeindemitglieder in Rahlstedt deutlich erhöhen würde. 1957 wurde daher der Kirchbauverein für die damals noch so genannte Neurahlstedter Kirche gegründet.
Der erste Entwurf des Architekten Olaf Andreas Gulbransson sah einen Doppelturm mit nadelspitzen Dächern vor. Innerhalb der von 1960 bis 1961 währenden Bauzeit wurde jedoch der geänderte Entwurf mit dem heutigen schlanken 26 m hohen Einzelturm umgesetzt, der durch einen kleinen Zwischentrakt mit dem Hauptbau verbunden ist. Die Gestaltung von Turm und Kirchenschiff ist aufeinander abgestimmt und durch die Verwendung von Giebeln, einem Satteldach und mehrfach geknickten Mauern geprägt. Alle markanten Seitenwände des Baues wölben sich leicht nach außen.
Baubeginn war der 17. Februar 1960, der Name Martinskirche wurde am 8. März 1960 festgelegt, die Grundsteinlegung erfolgte am 22. Mai 1960 und die Kirchweihe konnte im folgenden Jahr am 24. September 1961 gefeiert werden. Die Baukosten betrugen 758.500 DM. Davon stellte die Bundesrepublik Deutschland 252.800 DM zur Verfügung, da die Kirche auch für die Militärseelsorge der beiden in Rahlstedt gelegenen Kasernen (Graf-Goltz-Kaserne und Boehn-Kaserne) als Garnisonskirche genutzt werden sollte und daher größer als sonst nötig gebaut werden musste.
Durch das weiß geschlämmte Mauerwerk, die Rundbogenportale und das weit heruntergezogene Zeltdach erhält die Kirche typische süddeutsche Elemente, die viele von Gulbranssons Kirchen auszeichnen. Die für 320 Sitzplätze vorgesehene Kirche zeigt sich kompakt, geschlossen und harmonisch. Durch die Lage auf einer leichten Anhöhe und das gartenartige Umfeld wird sie zusätzlich hervorgehoben. Die Hanglage ermöglichte noch Platz für einen Raum im Untergeschoss. Diese unter dem Altarbereich liegende Unterkirche wird auch als Beichtraum bezeichnet und ist über einen gesonderten Eingang zugänglich. Der für nur etwa 35 Personen ausgelegte Raum verfügt über Betonglasfenster von Hubert Distler und einen eigenen Altar. Das Kreuz besteht aus farbigem Betonglas das in Eisen gefasst ist und in einer Einheit mit vier seitlichen Kerzenleuchtern gefertigt wurde.
1992/1993 gab die Bundeswehr die Rahlstedter Kasernen auf, wodurch sich eine spürbare Lücke in der Gemeinde auftat. Der Militärpastor der Kirche wurde verabschiedet. Am 1. Januar 2008 fusionierte die Martinskirchengemeinde mit den Kirchgemeinden Großlohe, Braak-Stapelfeld-Stellau und Alt-Rahlstedt zur neuen Großgemeinde Alt-Rahlstedt.

## Ausstattung
Mit der Gestaltung des Innenraums verfolgte Gulbransson das Thema,  die Besucher in enger Verbindung mit Altar, Kanzel und Taufe zu bringen. Durch den aus einem Dreieck entwickelten Grundriss gelingt ihm die Konzentration auf die schmale, hohe Wand hinter dem Altar. Hier ersetzt das aus fünf Teilen bestehende kreuzförmige Fenster ein klassisches Altarbild. Das Fenster wird zusätzlich durch die zum Chor hin ansteigenden Wände hervorgehoben. Eine Orgelempore überspannt die gegenüberliegende Eingangszone. Das Gestühl ist in drei Blöcken angeordnet, wodurch von den beiden Eingangsportalen zwei Gänge ausgehen, die den gekrümmten Außenwänden zum Altarbereich mit dem zentralen Taufstein folgen.
Ein Großteil der Innenausstattung stammt vom Bildhauer Karlheinz Hoffmann. Das von ihm verwendete Ausgangsmaterial für Altar, Kanzel und Taufstein war jeweils poröses Lavagestein, dessen graue Farbe mit dem Weiß der Innenwände harmoniert. Der Altar dient mit seinem massiven Körper als Gegenpol zu den schwingenden, an einen Flügelschlag erinnernden Linien des Raumes. Seine Vorderseite zeigt ein Abendmahlsrelief. Die Kanzel wird von zwei Bronzereliefs eingefasst, auf denen Motive der hörenden Gemeinde dargestellt sind, und zwischen denen die im Kirchenjahr wechselnden Antependien aufgehängt werden. Die Leuchter im Raum und auf dem Altar sowie den Türschmuck in Form von Fisch und Schiff fertigte der Künstler aus Bronze.
Die Kirchenfenster aus Betonglas wurden von Hubert Distler geschaffen. Das silberne Abendmahlsgerät aus den Jahren 1960 bis 1961 stammt aus der Werkstatt von Vera Steckner-Crodel.

## Glocken
Die vier Glocken im 26 Meter hohen Turm wurden 1961 vom Bochumer Verein und am 6. Mai 1961 an die Kirche geliefert. Die Glocken hängen in einem viergeschossigen Stahlglockenstuhl an geraden Stahljochen. Sie tragen neben der Bezeichnung Martinskirche Rahlstedt Zitate aus der Bibel:
| Nr. | Schlagton | Gewicht(kg) | Durchmesser(mm) | Gießer, Gussjahr       | Material | Inschrift (Name in fett dargestellt);       |
| 1   | e´        | ~940        | 1345            | Bochumer Verein (1960) | Stahl    | Gottes Barmherzigkeit geht über alle Welt   |
| 2   | fis´      | ~620        | 1185            | Bochumer Verein (1960) | Stahl    | Er ist unser Friede                         |
| 3   | a´        | ~440        | 975             | Bochumer Verein (1960) | Stahl    | Wo der Geist des Herrn ist, da ist Freiheit |
| 4   | h´        | ~270        | 895             | Bochumer Verein (1960) | Stahl    | Die Freude am Herrn ist eure Stärke         |

## Orgel

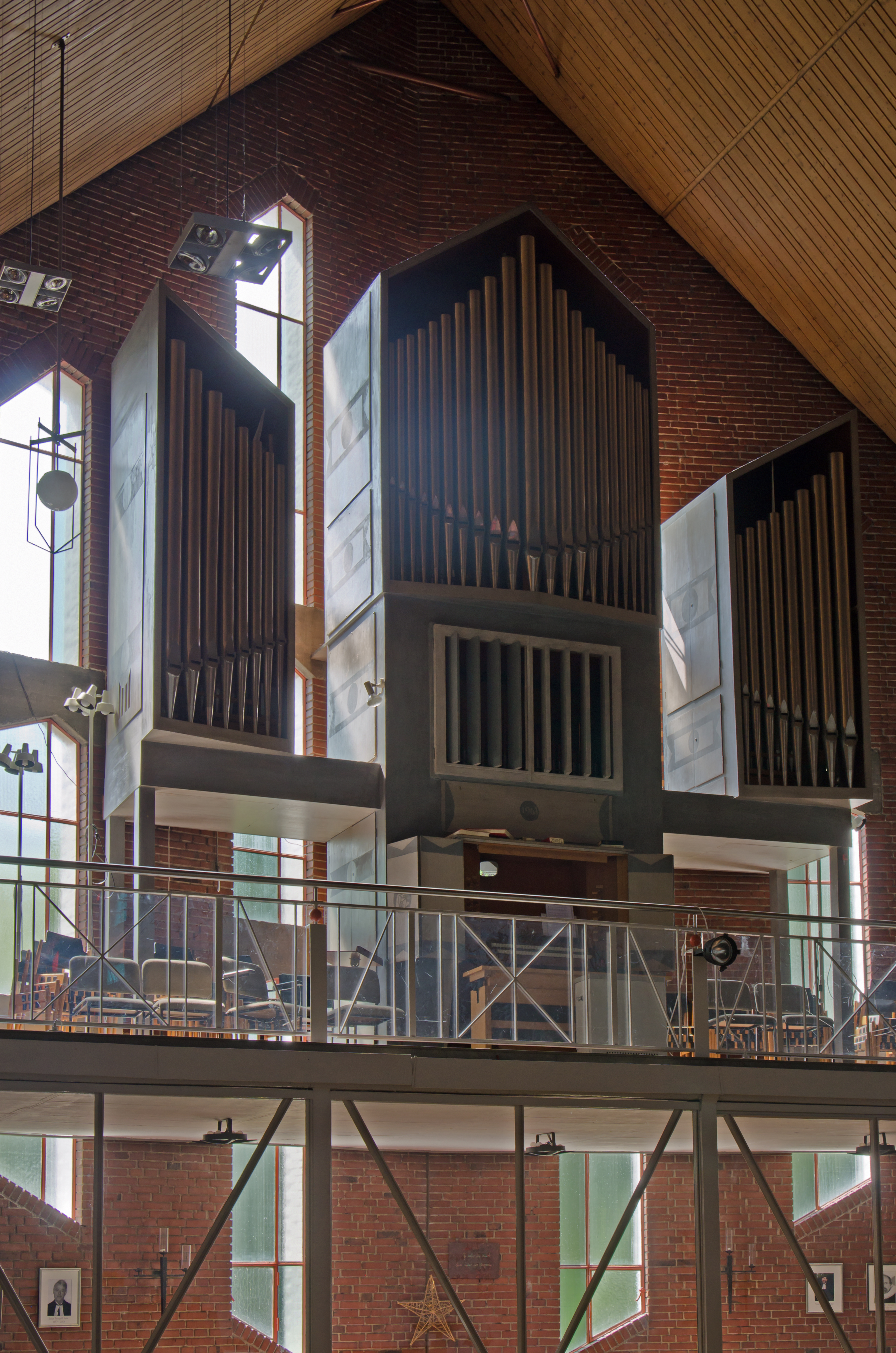
Orgel mit Empore

Die Orgel wurde im Jahre 1963 durch Hans-Detlef Kleuker neu erbaut und 1989 durch den Orgelbauer Klaus Becker restauriert. Seine Firma fügte in den folgenden Jahren noch zwei Ergänzungen hinzu, 1990 den Schwellkasten am Brustwerk und 1993 den Tremulanten. Ihre Disposition lautet seit 1993:
| I Hauptwerk C– |                 |    |
| 1.             | Prinzipal       | 8′ |
| 2.             | Gemshorn        | 8′ |
| 3.             | Oktave          | 4′ |
| 4.             | Gedackt         | 4′ |
| 5.             | Waldflöte       | 2′ |
| 6.             | Rauschpfeife II |    |
| 7.             | Mixtur IV       |    |
| 8.             | Trompete        | 8′ |

| II Brustwerk (schwellbar) C– |                 |       |
| 9.                           | Gedackt         | 8′    |
| 10.                          | Rohrflöte       | 4′    |
| 11.                          | Prinzipal       | 2′    |
| 12.                          | Quinte          | 1 ⁄3′ |
| 13.                          | Sesquialtera II |       |
| 14.                          | Scharff III     |       |
| 15.                          | Krummhorn       | 8′    |
|                              | Tremulant       |       |

| Pedalwerk C– |           |     |
| 16.          | Subbaß    | 16′ |
| 17.          | Oktavbaß  | 16′ |
| 18.          | Hohlflöte | 4′  |
| 19.          | Nachthorn | 2′  |
| 20.          | Mixtur V  |     |
| 21.          | Fagott    | 16′ |

- 3 Normalkoppeln: II/I, I/P, II/P

## Fotografien und Karte
Koordinaten: 53° 36′ 24″ N, 10° 10′ 2,6″ O

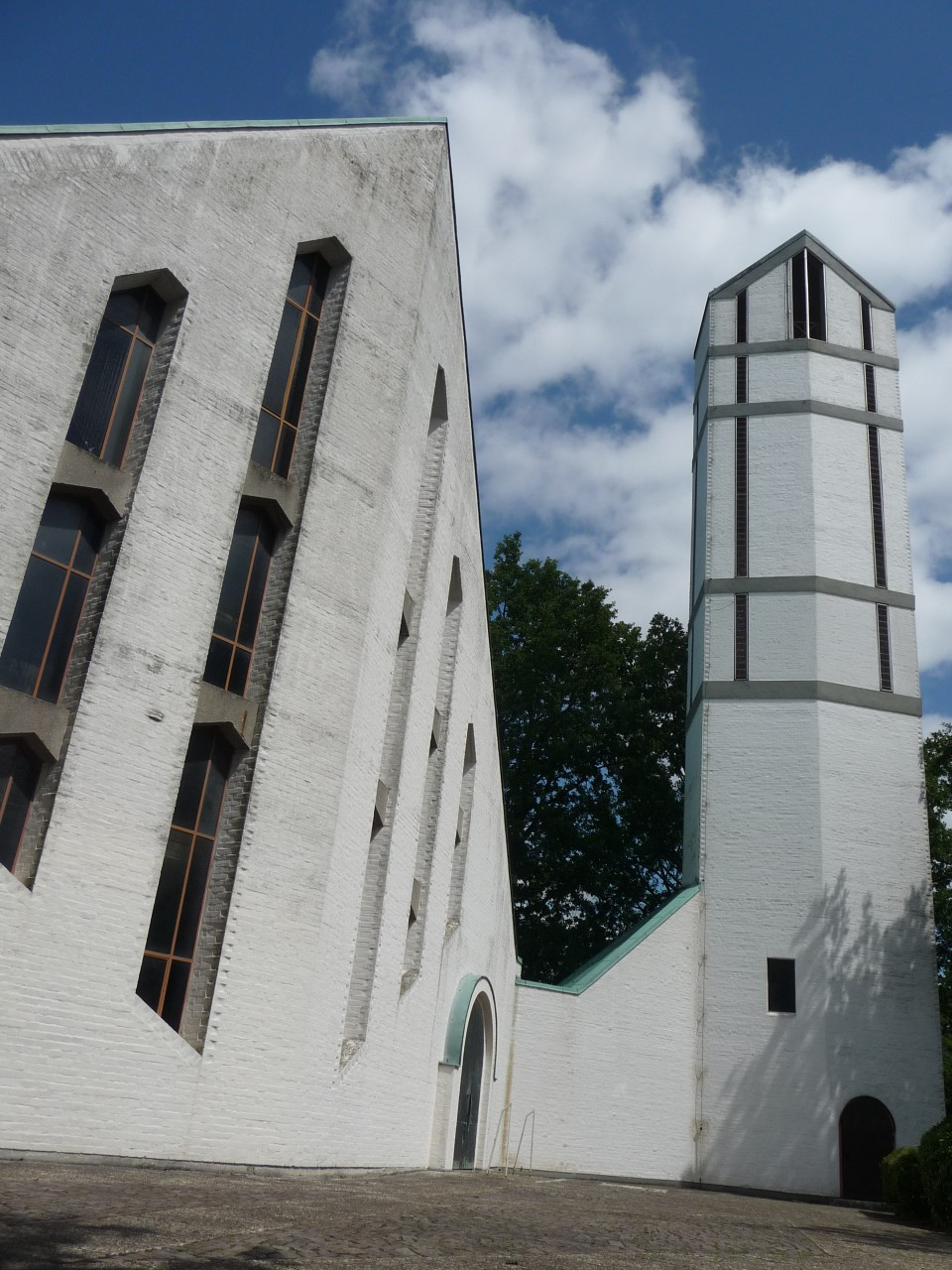
Turm und Südfassade 2009
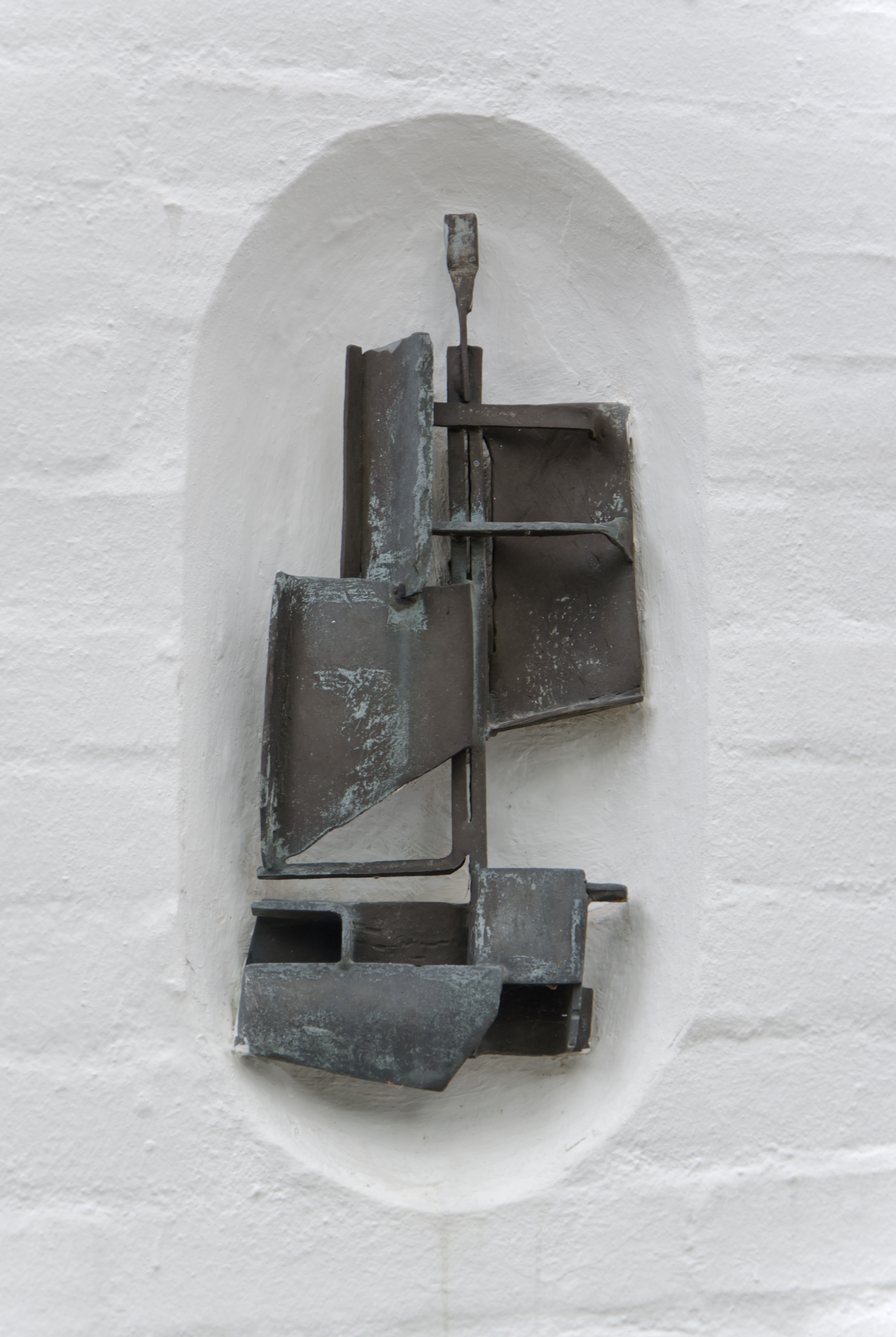
Schiff als Wanddekoration
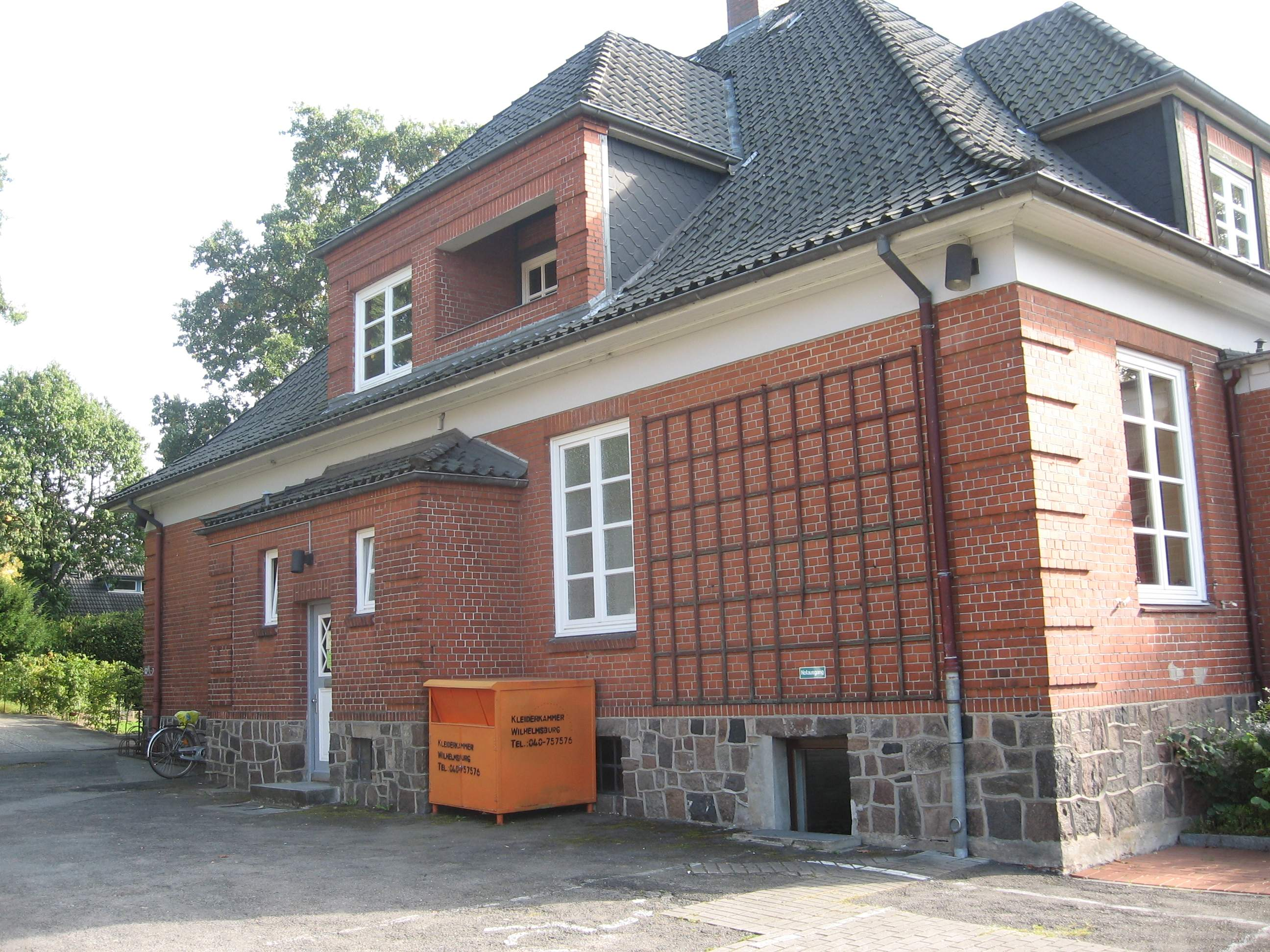
Gemeindehaus